# کشت تخمدانی
کشت تخمدانی (به انگلیسی: Ovarian culture) یک فرایند آزمایشگاهی است که امکان بررسی رشد، سم‌شناسی و آسیب‌شناسی تخمدان را فراهم می‌کند. این تکنیک همچنین می‌تواند برای مطالعه کاربردهای احتمالی درمان‌های باروری به‌عنوان مثال جداسازی تخمک‌ها از فولیکول‌های تخمدان اولیه که می‌توانند برای لقاح استفاده شوند، به کار رود.